# Исагор
Исаго́р или Исагора (греч. Ίσαγόρας) — афинянин, сын Тисандра.
Из знатного евпатридского рода, противник демократической реформы Клисфена, глава олигархической партии в Афинах. Исагор был другом спартанского царя Клеомена I, посланного с войском для изгнания из Афин Гиппия, и после изгнания тирана был избран архонтом на 508/507 год до н. э..
Когда Клисфен, опираясь на демос, провёл свою реформу, спартанцы по настоянию партии Исагора добились удаления из Афин самого Клисфена и многих членов его партии, ссылаясь на то, что на них лежит проклятие за избиение приверженцев Килона. Тогда Исагор, опираясь на спартанцев, отменил реформы Клисфена и поручил дела олигархическому Совету трёхсот.
Когда Совет пятисот воспротивился этой перемене, его приверженцы были осаждены в крепости Исагором и Клеоменом, но подоспевший при известии об аристократической затее народ, в свою очередь, так стеснил осаждающих, что Клеомен мог только выговорить свободный выход себе, бывшим с ним спартанцам и Исагору, который, таким образом, должен был навсегда покинуть Афины, приверженцы же его подверглись тяжкому преследованию.